# ナウカン・ユピック語
ナウカン・ユピック語（ナウカン・ユピックご、Naukan Yupik language）はチュコート半島で話されるエスキモー・アレウト語族ユピック諸語の一つ。ナウカン語ともいう。話者は60人で、危機に瀕する言語である。言語学的には、中央シベリア・ユピック語と中央アラスカ・ユピック語の中間である。